# 鲁道夫·魏格尔
鲁道夫·斯特凡·扬·魏格尔（Rudolf Stefan Jan Weigl，1883年9月2日—1957年8月11日）是一位波兰生物学家、医生和发明家，曾研制出第一劑流行性斑疹伤寒的有效疫苗。他也於1942年和1948年两次获得诺贝尔生理学或医学奖提名。
魏格尔在納粹大屠殺期间繼續工作，並通过开发斑疹伤寒疫苗和提供庇护所来保护納粹德國佔領下的波兰人民，拯救了无数波兰犹太人的生命。由于他的贡献，他于2003年被评为國際義人。